# Hanfeld (Starnberg)
Hanfeld ist ein Stadtteil von Starnberg im oberbayerischen Landkreis Starnberg.

## Geographie
Hanfeld liegt circa drei Kilometer nördlich der Starnberger Stadtmitte auf einer Höhe von 655 m ü. NHN. Die Fluren der Gemarkung befinden sich in der Übergangszone von Jungmoränen aus der Würm-Kaltzeit und Altmoränenresten aus der Riß-Kaltzeit. Da aufgrund von Lössablagerungen im Bereich der Altmoräne die für den Ackerbau wesentlich ertragreicheren Böden vorhanden sind, haben Hanfelds Äcker und Wiesen die höchste Bonitätsstufe der im Stadtbereich landwirtschaftlich genutzten Flächen.
Hanfeld ist über die Staatsstraße 2069 Starnberg–Fürstenfeldbruck sowie über die Ortsverbindungsstraße Hanfeld–Mühlthal zu erreichen. Die Route ins Mühlthal führt durch Hanfelds Anteile am Landschaftsschutzgebiet Würmtal und quert nördlich von Rieden die Trasse der Römerstraße Gauting–Kempten.

## Geschichte

### Frühgeschichte
Mehrere Grabhügel aus der Hallstattzeit belegen die frühe Besiedelung der Ortschaft. Die erste schriftliche Erwähnung Hanfelds findet sich 934 in den Urkunden anlässlich der Gründung des Augustiner-Chorherrenstifts Kloster Ebersberg. Graf Eberhard, der Stifter des Klosters, hatte zur Beurkundung neben zwei anderen Vasallen aus dem Würmtal auch seinen Lehensnehmer ‚Arnold de Hanpfinvelt‘ als Zeuge geladen. Der Ortsname, ursprünglich also „Hanf im Feld“, geht damit auf die Kulturpflanze Hanf zurück, die hier zur Herstellung von Tauen und festen Stoffen angebaut wurde. Außer dem Ortsnamen erinnert noch heute der im Hanfelder Steuerkataster verzeichnete Flurname „Hanfgarten“ an diese einst weit verbreitete Kulturpflanze.

### Frühe Neuzeit
Das System, dass Grund und Boden nicht Eigentum dessen war der ihn bebaute, war in Bayern vom frühen Mittelalter bis ins 19. Jahrhundert die übliche Grundbesitzform. Der Grundherr hatte das Obereigentum, der Bauer das Nutzeigentum an dem ihm verliehenen Gut, für das er jährliche Abgaben zu leisten hatte. Die staatliche Güterkonskription von 1752 für Hanfeld – eine Sammlung von Daten zum Zwecke der Besteuerung – gibt einen genauen Einblick in diese ehemaligen Besitzverhältnisse. Die darin aufgeführten Gegebenheiten dürften ebenfalls weit in die Vergangenheit zurückreichen, da die Haupthöfe bereits 1242 und 1280 unter der gleichen Grundherrschaft wie 1752 genannt werden.
Demnach gab es in Hanfeld drei 1/1 Höfe. Der Manghof (Haus Nr. 3) mit 199 Tagwerk Grund gehörte dem Landesherrn und war damit dem Kastenamt Starnberg steuerpflichtig. Kloster Dießen besaß den Westermeierhof (Haus Nr. 2) mit 103 und den Streicherhof (Haus Nr. 5) mit 163 Tagwerk Grundbesitz. 99 Tagwerk entfielen auf Gebäude im Eigenbesitz sowie auf Verkehrswege und die zur Gemeinde gehörende Allmende. Der Rest zur Gesamtortsflur von 951 Tagwerk gehörte – und das war das im Landgericht Starnberg absolut Ungewöhnliche an Hanfelds Besitzstrukturen – den Kirchen von Erling, Hanfeld, Königswiesen, Mamhofen, Rieden, Söcking, Starnberg, Traubing und Unterbrunn.

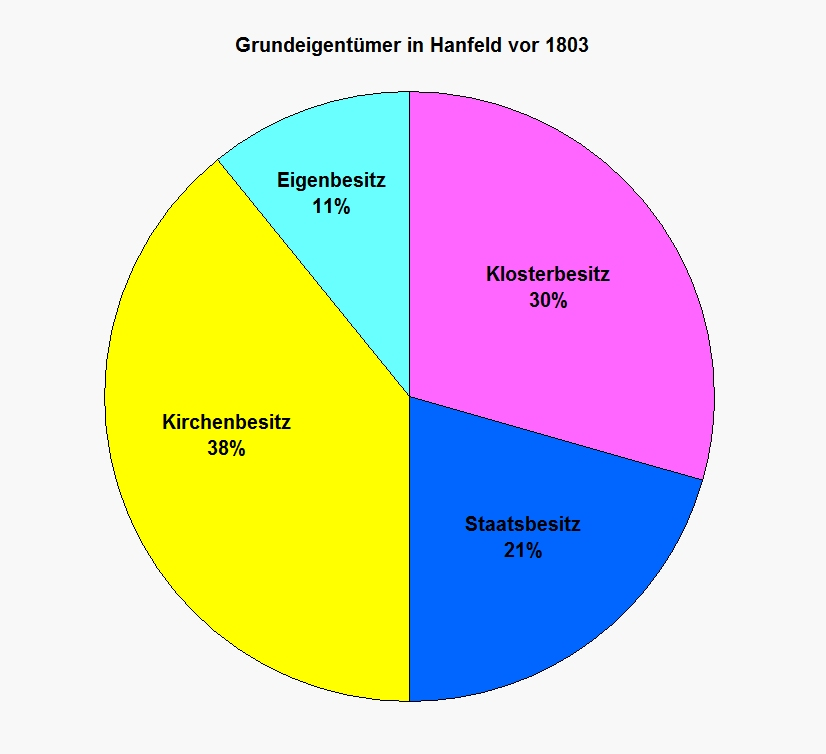
Grundeigentümer vor 1803
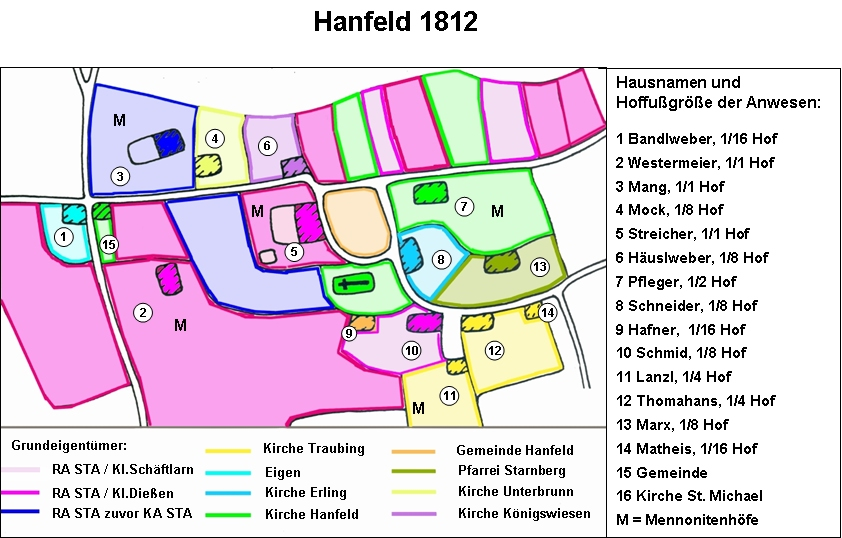
Anwesen 1812

### Neuzeit
1799 übernahm Maximilian Joseph, der Herzog von Pfalz-Zweibrücken, die Regierungsgeschäfte in der Münchner Residenz. Mit ihm war der spätere Staatsminister Maximilian Graf von Montgelas nach München gekommen, dessen Weitblick und Tatkraft der neue Kurfürst schätzte. In die Zeit ihrer Zusammenarbeit fallen die großen politischen, gesellschaftlichen, wirtschaftlichen und kirchlichen Reformmaßnahmen, die sie zu den Baumeistern des modernen bayerischen Staates machten. Unter anderem wurden – um den mit 28 Millionen Gulden hochverschuldeten Staatshaushalt zu sanieren – die bayerischen Klöster nach dem Vorbild Frankreichs und Österreichs säkularisiert, was der Staatskasse ganz erhebliche Landgewinne und damit die grundherrlichen Abgaben der ehemaligen Klosteruntertanen einbrachte. Für Hanfeld bedeutete dies, dass die drei großen Höfe ab 1802 dem Staat gehörten, die kleineren Höfe und Sölden ab 1848, da die Kirchen und geistlichen Stiftungen ihre Rechte bis dahin behalten durften.
Eine weitere der Reformmaßnahmen, die großen Einfluss auf das Leben in Hanfeld hatte, war die Gleichstellung der christlichen Konfessionen. Der am 1. Januar 1806 zum König von Bayern erhobene Maximilian I. Joseph hatte Mitglieder der Glaubensgemeinschaft der Mennoniten eingeladen, unter dem gleichen Rechtsstand wie die einheimische Bevölkerung in Bayern zu siedeln. Viele mennonitische Landwirte nahmen dieses Angebot an, das ihnen mehr Rechte als in ihrer Heimat, dem Elsass und der Pfalz, versprach. Verständlicherweise wollten die „Überrheiner“ – Menschen aus den Landstrichen „links des Rheins“, wie die Einheimischen sie nannten – möglichst zusammen bleiben und siedelten sich dort an, wo der Boden gut war und mehrere Höfe zum Verkauf standen.
In Hanfeld waren diese Bedingungen gegeben. 1806 erwarb eine zur Gruppe der Amischen gehörende Familie den zum Verkauf stehenden Westermeierhof. 1807 folgte der Verkauf des Streicherhofs an deren Glaubensbrüder, 1810 des Pflegerhofs und 1812 des Manghofs. Nach der Montgelas-Statistik von 1809/11, also noch vor der Übernahme des Manghofs, lebten in Hanfeld 89 Personen, wovon 32 als Wiedertäufer bezeichnet werden. Nachdem 1834 auch das Lanzl-Anwesen an Mennoniten verkauft worden war, dürfte mehr als die Hälfte der Hanfelder Bevölkerung dieser Glaubensgemeinschaft angehört haben. Damit gehörten in jener Zeit mehr als 75 Prozent der Wiesen- und Ackerflächen den Mitgliedern der zugewanderten Gesellschaftsschicht, die mit ihrer fremden Sprache und ihren Sitten und Gebräuchen das Leben im Ort wohl stark veränderten. Auseinandersetzungen ging man offenbar durch Abgrenzung aus dem Weg, denn das Hanfelder Grundsteuerkataster von 1865 weist auf dem Grund des Westermeierhofs einen eigenen Mennoniten-Kirchhof aus.
80 Jahre nach ihrem Beginn endete die Geschichte der „Mennoniten in Hanfeld“ durch die Auswanderung des letzten der Hofbesitzer nach Nordamerika. Durch vielfältigen Teilverkauf des ortsnahen mennonitischen Grundbesitzes zersplitterte die ehemals übersichtliche Struktur des Dorfes. Die dadurch neu entstandenen kleinen Einzelgrundstücke wurden bebaut und lösten einen ständigen Zuzug und Wegzug aus, so dass es heute nur noch sehr wenige Familien gibt, die über Generationen hinweg in Hanfeld lebten.
Auf eigenen Wunsch wurde die bis dahin selbständige Gemeinde Hanfeld mit dem Ortsteil Mamhofen am 1. Januar 1972 nach Starnberg eingemeindet.

## Sehenswürdigkeiten
- Katholische Filialkirche St. Michael

## Soziale Einrichtungen und Vereine
- Freiwillige Feuerwehr Hanfeld
- Bergschützen Hanfeld e. V.
- Brauchtumspflege Hanfeld e. V.
- Reitclub St. Georg e. V.
- BavaTria Hanfeld e. V.